# Habenaria piraquarensis
Habenaria piraquarensis là một loài thực vật có hoa trong họ Lan. Loài này được Hoehne mô tả khoa học đầu tiên năm 1952.